# Lançamento do ar para a órbita
Lançamento do ar para a órbita é o método de lançamento de foguetes em altitude a partir de uma aeronave convencional de decolagem horizontal, para levar satélites à órbita baixa da Terra. É um consequência do desenvolvimento do lançamentos do ar de aeronaves experimentais que começou no final da década de 1940. Este método, quando empregado para inserção de carga orbital, apresenta vantagens significativas em relação a foguetes de lançamento convencional vertical, em especial devido à reduzida massa, impulso e o custo do foguete.
Lançamento do ar para a órbita também está sendo desenvolvido para o voo sub-orbital espacial. Em 2004, o Ansari X Prize, de US$10 Milhões foi ganho por uma equipe liderada por Burt Rutan's Scaled Composites, com o lançamento da SpaceShipOne, a partir do avião portador White Knight que foi especialmente construído para isto.

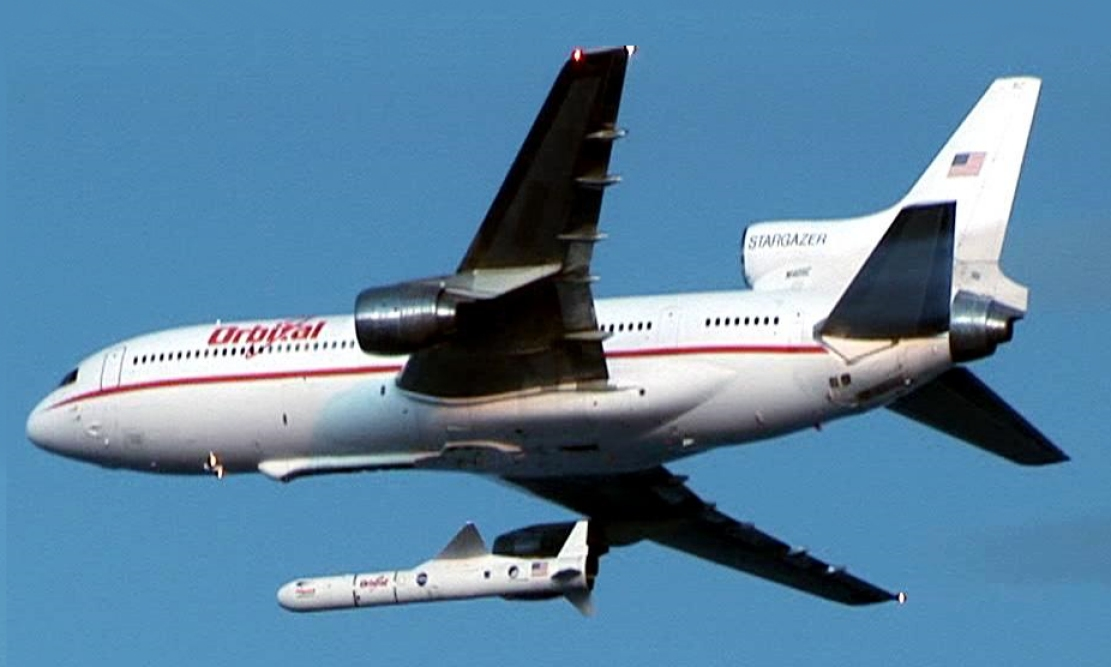
Orbital do Lockheed L-1011 Stargazer lança Pegasus carregando três satélites Space Technology 5 nos céus da Califórnia, 2006

## Vantagens
A principal vantagem de um foguete sendo lançado por um avião de alto vôo é que ele não precisa voar através da baixa densa atmosfera, na qual o arrastar requer uma quantidade considerável de trabalho extra e, por conseguinte, de massa de propelente. As densidades mais elevadas em altitudes mais baixas resultam em forças de maior arraste que atuam sobre o veículo. Além disso, o impulso é perdido devido à sobre-expansão da descarga em alta pressão ambiente e sub-expansão em baixa pressão ambiente; um bico de geometria fixa não pode fornecer o melhor escape de expansão em toda a linha de pressão do ambiente e representa uma solução de compromisso. Foguetes lançados a partir de alta altitude podem ser otimizados para baixa pressão ambiente, assim alcançando um maior impulso durante todo o regime de operação.
Propelente é conservado porque o avião portador de ar respirável leva o foguete para a alta altitude de forma muito mais eficiente com o uso de motores que não necessitam de armazenamento de um oxidante. Isso permite que o sistema de lançamento conserve uma quantidade significativa de massa, que de outra forma seriam reservados para combustível, reduzindo o tamanho total. Uma fração maior da massa do foguete pode incluir carga, reduzindo os custos lançamento da carga. Também é possível fazer uso de combustíveis de alto-impulso que são proibidos de serem usados na superfície devido à sua toxicidade, tais como aquelas que contêm berílio ou flúor.
Lançamento no ar para órbita oferece potencial para aeronaves, como operações, tais como o lançamento na demanda, e é também menos sujeito a lançamento-constrangimentos de tempo. Isto permite que a aeronave voe em torno de condições climáticas, bem como de voar para o melhor lançamento de pontos, e o lançamento de uma carga em qualquer inclinação orbital a qualquer momento. Seguro de redução de custos, bem como, porque lança ocorrer bem longe da terra, e não há necessidade de uma plataforma de lançamento ou palafita.
Ar lançamento em órbita também funciona bem como parte de uma combinação de sistema de lançamento como um reutilizáveis ar-lançado de Estágio Único para Amarrar o lançamento do veículo alimentado por um foguete ou RBCC motor.
Um benefício adicional do Ar lançar a órbita é uma redução do delta V necessários para alcançar a órbita. Isso resulta em uma maior capacidade de carga, a taxa de combustível, o que reduz o custo por unidade de massa em órbita. Para alavancar ainda mais a Delta V vantagem, supersônico ar lançamento em órbita tem sido proposto.

## Desvantagens
De acordo com a Aviation Week and Space Technology, ar lançar a órbita é limitado pela dimensão dos aviões. Além disso, os aviões podem gerar grandes forças laterais que podem danificar as cargas úteis.
SpaceX CEO Elon Musk , argumentou em uma sessão de perguntas E respostas que o aumento de desempenho não vale a pena a complexidade e limitações (parágrafos acrescentados):
"...parece que, bem, você está de alta lá em cima e, assim, certamente, o que é bom e você vai, por exemplo, 0.7 ou 0.8 Mach , e você tem um pouco de velocidade e de altitude, você pode usar uma maior proporção de expansão no bico, não todos os que contribuem para uma significativa melhoria na carga útil em órbita?
"A resposta é não, não, infelizmente. É uma pequena melhoria. É talvez um 5% de melhoria na carga útil em órbita, algo assim, e então você tem essa enorme plano para lidar com eles. Que é exatamente como ter um palco. A partir SpaceX's ponto de vista, faria mais sentido ter um gigantesco avião ou para aumentar o tamanho da primeira fase, por cinco por cento? Uhh, eu vou levar opção dois.

"E então, uma vez que você chegar além de uma certa escala, você apenas não pode fazer o avião grande o suficiente. Quando você soltar o veículo, o foguete, você tem o pequeno problema que você não está indo na direção certa. Se você olhar para o que a Orbital Sciences fez com Pegasus, eles têm uma asa delta para fazer a vez de manobra, mas, em seguida, você tem esse grande asa que é o de adicionar um monte de massa e você já capaz, em grande parte, mas não totalmente, converter a sua velocidade horizontal para vertical de velocidade, ou, principalmente, velocidade vertical, e a net é realmente grande."

## De ar de sistemas de lançamento
Operacional
- Orbital ATK (Anteriormente Orbital Sciences) Pegasus

Em desenvolvimento
- Stratolaunch
- Virgin Galactic LauncherOne
- XCOR Aerospace Lynx Mark III
- Orbital Sciences Pegasus II – contratada concepção/construção para a Stratolaunch Systems[4]
- CubeCab [5]
- ARCASPACE[citação necessários]
- Geração de Órbita Serviços de Lançamento[6] - contratado para a NASA SEGUINTE[7]
- A Swiss Space Systems VOAR
- A NASA, Armstrong Centro de Pesquisa de Vôo de Reboque de Planador de Ar-Sistema de Lançamento

Propostas
- Vulcan Aeroespacial 75 por cento escala Dream Chaser tripulação de transporte de spaceplane com foguete pela Orbital Sciences[8]
- OREL (reino unido) (proposto pela Ucrânia)
- Sura (reino unido) (proposto pela Ucrânia)

Abandonado projetos
- DARPA  ALASA
- AirLaunch LLC
- MAKS
- Ishim[9]
- Svityaz (reino unido)[9]

## Veja também

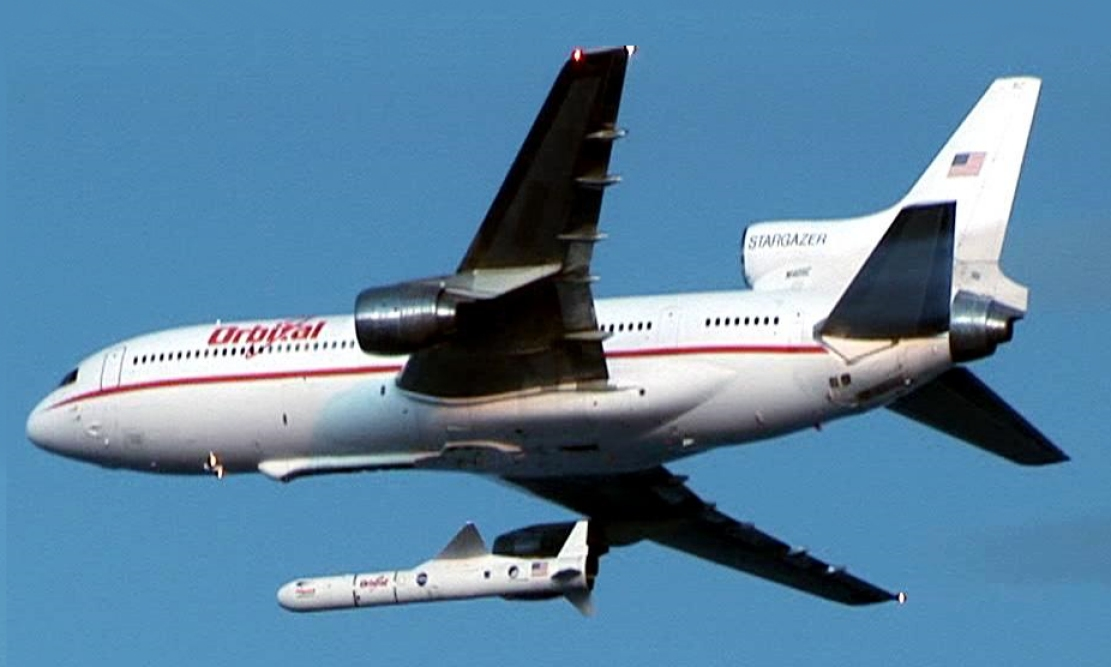
Orbital do Lockheed L-1011 Stargazer lança Pegasus carregando três satélites Space Technology 5 nos céus da Califórnia, 2006